# Alloscirtetica larocai
Alloscirtetica larocai là một loài Hymenoptera trong họ Apidae. Loài này được Urban mô tả khoa học năm 1977.